# Kelly Sildaru
Kelly Sildaru (* 17. Februar 2002 in Tallinn) ist eine estnische Freestyle-Skierin. Sie ist auf die Park- und Pipe-Disziplinen Halfpipe, Slopestyle und Big Air spezialisiert. 2019 wurde sie Weltmeisterin in der Halfpipe, 2022 gewann sie die olympische Bronzemedaille im Slopestyle. Außerdem gewann sie sechs Goldmedaillen bei den X-Games und ist mit sechs Titeln Rekordhalterin bei Freestyle-Juniorenweltmeisterschaften. Ihr jüngerer Bruder Henry ist ebenfalls als Freestyle-Skier aktiv.

## Werdegang
Sildaru nimmt seit 2013 an Wettbewerben der AFP World Tour teil. Dabei gewann sie im Februar 2013 bei der SFR Freestyle Tour in Vars im Slopestyle ihren ersten Wettbewerb. In der Saison 2013/14 holte sie drei Siege im Slopestyle bei der SFR Freestyle Tour und errang bei der Canadian Open Tour im Mount St. Louis Moonstone den zweiten Platz in der Halfpipe. Nach Platz zwei in der Halfpipe und Platz eins im Slopestyle bei The North Face Freeski Open of New Zealand in Cardrona zu Beginn der Saison 2014/15, siegte sie dreimal bei der SFR Freestyle Tour und zweimal bei der Canadian Open Tour. Im März gewann sie alle drei Wettbewerbe (Halfpipe, Slopestyle, Big Air) bei der The Sony SnowCrown-Veranstaltung in Blue Mountain. Zu Beginn der Saison 2015/16 siegte sie bei der Winter Dew Tour in Breckenridge und bei der SFR Freestyle Tour in Val Thorens jeweils im Slopestyle.
Im Januar 2016 gewann sie bei den Winter-X-Games 2016 in Aspen die Goldmedaille im Slopestyle und ist damit die jüngste Goldmedaillengewinnerin bei den X-Games. Bei den X-Games Oslo 2016 wurde sie Vierte im Big Air. Im März 2016 siegte sie bei den European Freeski Open in Laax und bei der SFR Freestyle Tour in La Clusaz und erreichte zum Saisonende den ersten Platz in der AFP World Tour Slopestyle-Gesamtwertung. Zu Beginn der folgenden Saison triumphierte sie bei den Cardrona Games in der Halfpipe und im Slopestyle und bei der Winter Dew Tour in Breckenridge im Slopestyle.
Bei den Winter-X-Games 2017 in Aspen holte sie die Silbermedaille im Big Air und erneut die Goldmedaille im Slopestyle. Im Februar 2017 gewann sie im Slopestyle bei der SFR Freestyle Tour in La Clusaz. Bei den X-Games Norway 2017 in Hafjell im März 2017 errang sie die Silbermedaille im Big Air-Wettbewerb. Bei den Juniorenweltmeisterschaften 2017 in Crans-Montana und in Chiesa in Valmalenco holte sie im Slopestyle und in der Halfpipe jeweils die Goldmedaille.
Zu Beginn der Saison 2017/18 startete sie in Cardrona erstmals im Weltcup. Dabei holte sie im Slopestyle ihren ersten Weltcupsieg und errang in der Halfpipe den zweiten Platz. Verletzungsbedingt verpasste sie jedoch die Olympischen Spiele in Pyeongchang. Im August 2018 gewann die damals 16-Jährige bei den Juniorenweltmeisterschaften in Cardrona die Silbermedaille im Big Air und jeweils die Goldmedaille im Slopestyle und in der Halfpipe.
Bei den Winter-X-Games 2019 in Aspen gewann sie einen kompletten Medaillensatz. Der dritte Lauf im Slopestyle wurde von der Jury mit 99,0 Punkten bewertet. Bei den Weltmeisterschaften 2019 in Park City gewann sie ihre erste Goldmedaille in der Halfpipe.
Im Januar 2020 holte sie sich in Lausanne die Goldmedaille im Slopestyle bei den Olympischen Jugend-Winterspielen und bei den Winter-X-Games jeweils die Goldmedaille im Slopestyle und in der Halfpipe.
Bei den Olympischen Winterspielen 2022 konnte sich Sildaru in Peking im Big-Air-Wettkampf nicht für das Finale qualifizieren und erreichte den 17. Rang. In der Halfpipe und im Slopestyle gelang ihr dagegen jeweils der Einzug ins Finale. Während sie in der Halfpipe als Vierte noch knapp einen Medaillengewinn verpasste, erreichte sie im Slopestyle den dritten Platz und sicherte sich so den Gewinn der Bronzemedaille. Sie war sowohl bei der Eröffnungsfeier, als auch bei der Schlussfeier Fahnenträgerin der estnischen Mannschaft und deren einzige Medaillengewinnerin.

## Erfolge

### Olympische Spiele
- Peking 2022: 3. Slopestyle, 4. Halfpipe, 17. Big Air

### Weltmeisterschaften
- Park City 2019: 1. Halfpipe

### Weltcupsiege
Sildaru errang bisher zehn Podestplätze im Weltcup, davon fünf Siege:
| Datum             | Ort             | Land               | Disziplin  |
| ----------------- | --------------- | ------------------ | ---------- |
| 27. August 2017   | Cardrona        | Neuseeland         | Slopestyle |
| 23. November 2018 | Stubai          | Österreich         | Slopestyle |
| 7. Dezember 2018  | Copper Mountain | Vereinigte Staaten | Halfpipe   |
| 20. November 2021 | Stubai          | Österreich         | Slopestyle |
| 9. Januar 2022    | Mammoth         | Vereinigte Staaten | Slopestyle |

### Weltcupwertungen
| Saison  | Gesamt | Gesamt | Park & Pipe | Park & Pipe | Halfpipe | Halfpipe | Slopestyle | Slopestyle |
| Saison  | Platz  | Punkte | Platz       | Punkte      | Platz    | Punkte   | Platz      | Punkte     |
| ------- | ------ | ------ | ----------- | ----------- | -------- | -------- | ---------- | ---------- |
| 2017/18 | 94.    | 14,29  | -           | -           | 18.      | 80       | 21.        | 100        |
| 2018/19 | 29.    | 36     | -           | -           | 4.       | 180      | 10.        | 100        |
| 2019/20 | -      | -      | -           | -           | -        | -        | -          | -          |
| 2020/21 | -      | -      | 12.         | 96          | 19.      | 36       | 3.         | 60         |

### Winter-X-Games
- Winter-X-Games 2016: 1. Slopestyle
- X-Games Oslo 2016: 4. Big Air
- Winter-X-Games 2017: 1. Slopestyle, 2. Big Air
- X-Games Norway 2017: 2. Big Air
- Winter-X-Games 2019: 1. Slopestyle, 2. Halfpipe, 3. Big Air
- Winter-X-Games 2020: 1. Halfpipe, 1. Slopestyle, 4. Big Air
- Winter-X-Games 2022: 1. Halfpipe, 7. Slopestyle

### Weitere Erfolge
- Juniorenweltmeisterschaften 2017: 1. Halfpipe, 1. Slopestyle
- Juniorenweltmeisterschaften 2018: 1. Halfpipe, 1. Slopestyle, 2. Big Air
- Juniorenweltmeisterschaften 2019: 1. Big Air, 1. Slopestyle
- Olympische Jugend-Winterspiele 2020: 1. Slopestyle

## Auszeichnungen
- 2017 – Piotr-Nurowski-Preis[5]
- 2022 – Orden des weißen Sterns in der III. Klasse[6]